# Nuctenea cedrorum
Nuctenea cedrorum är en spindelart som först beskrevs av Simon 1929.  Nuctenea cedrorum ingår i släktet Nuctenea och familjen hjulspindlar.
Artens utbredningsområde är Algeriet. Inga underarter finns listade i Catalogue of Life.